# Monagroúlli
Monagroúlli är en ort i Cypern.   Den ligger i distriktet Eparchía Lemesoú, i den sydöstra delen av landet, 50 km söder om huvudstaden Nicosia. Monagroúlli ligger 108 meter över havet och antalet invånare är 492. Den ligger på ön Cypern.
Terrängen runt Monagroúlli är kuperad norrut, men söderut är den platt. Havet är nära Monagroúlli söderut. Närmaste större samhälle är Limassol, 17,5 km väster om Monagroúlli. 